# Ivelise Longhi
Ivelise Maria Longhi Pereira da Silva (Cachoeira do Sul, 20 de janeiro de 1956) é uma política do Distrito Federal, filiada ao Partido do Movimento Democrático Brasileiro. Está em Brasília desde 1964, é casada e têm três filhos.
É formada em Arquitetura e Urbanismo e especializada em Desenho Urbano pela UNB, e também em Planejamento Urbano pelo United Nations Centre for Regional Development (UNCRD) em Nagoya, no Japão.
Na política, foi secretária adjunta e secretária de Obras (1991-1994) quando implantou, em 1993, o Instituto de Planejamento Territorial e Urbano do Distrito Federal (IPDF). Depois foi secretária de Desenvolvimento Urbano e Habitação do Distrito Federal (1999-2004).
Foi deputada distrital até o ano de 2006. Logo após tornou-se diretora técnica e de fiscalização da Terracap em janeiro de 2007. Em 1 de outubro de 2008 foi nomeada administradora regional de Brasília.
Foi eleita vice-governadora por eleição indireta em 17 de abril de 2010, com Rogério Rosso como governador, após os desdobramentos da Operação Caixa de Pandora levarem à cassação do governador José Roberto Arruda e a renúncia de seu vice Paulo Octávio.
Foi diretora-presidente da Codeplan de Outubro de 2011 até Maio de 2012, quando passou a ser diretora-presidente do Metrô do Distrito Federal. Em abril de 2014 se aposentou apos 33 anos de servicos prestados.

## Eleição
A chapa de Rosso recebeu os votos dos deputados distritais Aguinaldo de Jesus (PRB), Eurides Brito (PMDB), Alírio Neto (PPS), Pedro do Ovo (PRP), Batista das Cooperativas (PRP), Benedito Domingos (PP), Geraldo Naves (sem partido), Benício Tavares (PMDB), Cristiano Araújo (PTB), Dr. Charles (PTB), Rogério Ulysses (sem partido), Roney Nemer (PMDB) e Aylton Gomes (PR). Totalizando 13 votos.
O segundo candidato mais votado, Wilson Lima, atual governador em exercício à época, recebeu os votos dos distritais ligados a Roriz, Raimundo Ribeiro (PSDB), Jaqueline Roriz (PMN), Milton Barbosa (PSDB) e Paulo Roriz (DEM), muito aquém do esperado. O aspirante do PT, Antônio Ibañez levou os votos de Eliana Pedrosa (DEM), Chico Leite (PT), Paulo Tadeu (PT), Reguffe (PDT), Érika Kokay (PT) e do presidente interino da Casa, Cabo Patrício (PT). A chapa do PDT, encabeçada pelo advogado Luiz Filipi Coelho não recebeu nenhum voto. O único parlamentar que se absteve de votar foi Raad Massouh (DEM).